# Burnsville (Karolina Północna)
Burnsville – miasto w Stanach Zjednoczonych, w stanie Karolina Północna, siedziba administracyjna hrabstwa Yancey.